# Suzanne Balogh
Pour les articles homonymes, voir Balogh.
Suzanne Elspeth Balogh (née le 8 mai 1973 à Queanbeyan) est une tireuse sportive australienne, spécialiste de la fosse olympique. 
Elle est sacrée championne olympique aux Jeux olympiques d'été de 2004 à Athènes, devenant ainsi la première Australienne remportant un titre olympique en tir. Huit ans plus tard, elle se classe à la sixième place de l'épreuve de fosse olympique aux Jeux olympiques de Londres.
Elle reçoit la médaille de l'Ordre d'Australie le 26 janvier 2005.